# Gran Premio di superbike di Phillip Island 2003
Il Gran Premio di superbike di Phillip Island 2003 è stato la seconda prova su dodici del campionato mondiale Superbike 2003, disputato il 30 marzo sul circuito di Phillip Island, in gara 1 ha visto la vittoria di Neil Hodgson davanti a Rubén Xaus e Gregorio Lavilla, lo stesso pilota si è ripetuto anche in gara 2, davanti a Rubén Xaus e Pierfrancesco Chili.
La vittoria nella gara valevole per il campionato mondiale Supersport 2003 è stata ottenuta da Chris Vermeulen.

## Risultati

### Gara 1

#### Arrivati al traguardo[4]
| Pos. | Nº  | Pilota           | Squadra                   | Motocicletta       | Giri | Tempo     | Griglia | Punti |
| ---- | --- | ---------------- | ------------------------- | ------------------ | ---- | --------- | ------- | ----- |
| 1º   | 100 | Neil Hodgson     | Ducati Fila               | Ducati 999F03      | 22   | 34:51.974 | 1º      | 25    |
| 2º   | 11  | Rubén Xaus       | Ducati Fila               | Ducati 999F03      | 22   | +0:07.745 | 8º      | 20    |
| 3º   | 10  | Gregorio Lavilla | Alstare Suzuki            | Suzuki GSX 1000R   | 22   | +0:11.480 | 7º      | 16    |
| 4º   | 99  | Steve Martin     | D.F.X. Racing             | Ducati 998RS       | 22   | +0:17.968 | 9º      | 13    |
| 5º   | 4   | Troy Corser      | Foggy Petronas Racing     | Petronas Foggy FP1 | 22   | +0:18.353 | 6º      | 11    |
| 6º   | 55  | Régis Laconi     | Caracchi NCR Nortel Net.  | Ducati 998RS       | 22   | +0:18.647 | 10º     | 10    |
| 7º   | 9   | Chris Walker     | HM Plant Ducati           | Ducati 998F02      | 22   | +0:20.317 | 4º      | 9     |
| 8º   | 48  | David García     | Caracchi NCR Nortel Net.  | Ducati 998RS       | 22   | +0:29.731 | 3º      | 8     |
| 9º   | 20  | Marco Borciani   | D.F.X. Racing             | Ducati 998RS       | 22   | +0:30.113 | 12º     | 7     |
| 10º  | 19  | Lucio Pedercini  | Team Pedercini            | Ducati 998RS       | 22   | +0:30.226 | 11º     | 6     |
| 11º  | 5   | Ivan Clementi    | Kawasaki Bertocchi        | Kawasaki ZX7RR     | 22   | +0:30.530 | 15º     | 5     |
| 12º  | 33  | Juan Borja       | D.F.X. Racing             | Ducati 998RS       | 22   | +0:43.660 | 17º     | 4     |
| 13º  | 6   | Mauro Sanchini   | Kawasaki Bertocchi        | Kawasaki ZX7RR     | 22   | +0:47.605 | 13º     | 3     |
| 14º  | 15  | Giovanni Bussei  | UnionBike GiMotorsport    | Yamaha YZF R1      | 22   | +0:47.624 | 18º     | 2     |
| 15º  | 8   | James Haydon     | Foggy Petronas Racing     | Petronas Foggy FP1 | 22   | +1:05.711 | 14º     | 1     |
| 16º  | 35  | Nello Russo      | Team Pedercini            | Ducati 998RS       | 22   | +1:29.603 | 16º     |       |
| 17º  | 78  | Jay Normoyle     | Warren & Brown Lightpaths | Suzuki GSX 1000R   | 21   | +1 giro   | 21º     |       |
| 18º  | 73  | Steven Cutting   | Motorcycle Weaponry       | Suzuki GSX 1000R   | 21   | +1 giro   | 20º     |       |
| 19º  | 75  | Alistair Maxwell | Michelin Honda            | Honda CBR 954      | 21   | +1 giro   | 23º     |       |

#### Ritirati
| Nº | Pilota              | Squadra         | Motocicletta       | Giri | Griglia |
| -- | ------------------- | --------------- | ------------------ | ---- | ------- |
| 91 | Walter Tortoroglio  | White Endurance | Honda VTR 1000 SP2 | 15   | 19º     |
| 7  | Pierfrancesco Chili | PSG-1           | Ducati 998RS       | 4    | 2º      |

#### Squalificato
| Nº | Pilota         | Squadra         | Motocicletta  | Giri | Griglia |
| -- | -------------- | --------------- | ------------- | ---- | ------- |
| 52 | James Toseland | HM Plant Ducati | Ducati 998F02 | 7    | 5º      |

### Gara 2

#### Arrivati al traguardo[5]
| Pos. | Nº  | Pilota              | Squadra                   | Motocicletta       | Giri | Tempo     | Griglia | Punti |
| ---- | --- | ------------------- | ------------------------- | ------------------ | ---- | --------- | ------- | ----- |
| 1º   | 100 | Neil Hodgson        | Ducati Fila               | Ducati 999F03      | 22   | 34:44.425 | 1º      | 25    |
| 2º   | 11  | Rubén Xaus          | Ducati Fila               | Ducati 999F03      | 22   | +0:00.070 | 8º      | 20    |
| 3º   | 7   | Pierfrancesco Chili | PSG-1                     | Ducati 998RS       | 22   | +0:06.308 | 2º      | 16    |
| 4º   | 55  | Régis Laconi        | Caracchi NCR Nortel Net.  | Ducati 998RS       | 22   | +0:06.409 | 10º     | 13    |
| 5º   | 52  | James Toseland      | HM Plant Ducati           | Ducati 998F02      | 22   | +0:14.402 | 5º      | 11    |
| 6º   | 9   | Chris Walker        | HM Plant Ducati           | Ducati 998F02      | 22   | +0:14.409 | 4º      | 10    |
| 7º   | 10  | Gregorio Lavilla    | Alstare Suzuki            | Suzuki GSX 1000R   | 22   | +0:14.426 | 7º      | 9     |
| 8º   | 4   | Troy Corser         | Foggy Petronas Racing     | Petronas Foggy FP1 | 22   | +0:28.645 | 6º      | 8     |
| 9º   | 99  | Steve Martin        | D.F.X. Racing             | Ducati 998RS       | 22   | +0:34.094 | 9º      | 7     |
| 10º  | 20  | Marco Borciani      | D.F.X. Racing             | Ducati 998RS       | 22   | +0:34.808 | 12º     | 6     |
| 11º  | 5   | Ivan Clementi       | Kawasaki Bertocchi        | Kawasaki ZX7RR     | 22   | +0:34.920 | 15º     | 5     |
| 12º  | 6   | Mauro Sanchini      | Kawasaki Bertocchi        | Kawasaki ZX7RR     | 22   | +0:35.667 | 13º     | 4     |
| 13º  | 35  | Nello Russo         | Team Pedercini            | Ducati 998RS       | 22   | +0:35.773 | 16º     | 3     |
| 14º  | 19  | Lucio Pedercini     | Team Pedercini            | Ducati 998RS       | 22   | +0:55.419 | 11º     | 2     |
| 15º  | 33  | Juan Borja          | D.F.X. Racing             | Ducati 998RS       | 22   | +1:01.414 | 17º     | 1     |
| 16º  | 8   | James Haydon        | Foggy Petronas Racing     | Petronas Foggy FP1 | 22   | +1:05.237 | 14º     |       |
| 17º  | 91  | Walter Tortoroglio  | White Endurance           | Honda VTR 1000 SP2 | 22   | +1:27.781 | 19º     |       |
| 18º  | 73  | Steven Cutting      | Motorcycle Weaponry       | Suzuki GSX 1000R   | 21   | +1 giro   | 20º     |       |
| 19º  | 78  | Jay Normoyle        | Warren & Brown Lightpaths | Suzuki GSX 1000R   | 21   | +1 giro   | 21º     |       |
| 20º  | 75  | Alistair Maxwell    | Michelin Honda            | Honda CBR 954      | 21   | +1 giro   | 23º     |       |

#### Ritirati
| Nº | Pilota          | Squadra                  | Motocicletta  | Giri | Griglia |
| -- | --------------- | ------------------------ | ------------- | ---- | ------- |
| 51 | Davide Messori  | UnionBike GiMotorsport   | Yamaha YZF R1 | 3    | 22º     |
| 48 | David García    | Caracchi NCR Nortel Net. | Ducati 998RS  | 2    | 3º      |
| 15 | Giovanni Bussei | UnionBike GiMotorsport   | Yamaha YZF R1 | 1    | 18º     |

### Supersport

#### Arrivati al traguardo
| Pos. | Nº | Pilota                   | Squadra               | Motocicletta    | Giri | Tempo     | Griglia | Punti |
| ---- | -- | ------------------------ | --------------------- | --------------- | ---- | --------- | ------- | ----- |
| 1º   | 7  | Chris Vermeulen          | Ten Kate Honda        | Honda CBR 600RR | 21   | 34'03.675 | 1º      | 25    |
| 2º   | 2  | Katsuaki Fujiwara        | Alstare Suzuki        | Suzuki GSX 600R | 21   | +9.299    | 3º      | 20    |
| 3º   | 4  | Jurgen van den Goorbergh | Yamaha Belgarda       | Yamaha YZF R6   | 21   | +14.762   | 6º      | 16    |
| 4º   | 3  | Stéphane Chambon         | Alstare Suzuki        | Suzuki GSX 600R | 21   | +16.008   | 2º      | 13    |
| 5º   | 83 | Kevin Curtain            | Nikon Yamaha Racing   | Yamaha YZF R6   | 21   | +16.106   | 9º      | 11    |
| 6º   | 8  | Jörg Teuchert            | Yamaha Deutschland    | Yamaha YZF R6   | 21   | +18.686   | 14º     | 10    |
| 7º   | 31 | Karl Muggeridge          | Ten Kate Honda        | Honda CBR 600RR | 21   | +18.834   | 5º      | 9     |
| 8º   | 17 | Pere Riba                | Kawasaki R.T. KRT     | Kawasaki ZX6RR  | 21   | +22.666   | 10º     | 8     |
| 9º   | 15 | Alessio Corradi          | Italia Spadaro F.R.   | Yamaha YZF R6   | 21   | +22.685   | 18º     | 7     |
| 10º  | 18 | Robert Ulm               | Klaffi Honda          | Honda CBR 600RR | 21   | +22.791   | 8º      | 6     |
| 11º  | 1  | Fabien Foret             | Kawasaki R.T. KRT     | Kawasaki ZX6RR  | 21   | +22.972   | 4º      | 5     |
| 12º  | 93 | Christian Kellner        | Yamaha Deutschland    | Yamaha YZF R6   | 21   | +23.079   | 12º     | 4     |
| 13º  | 12 | Christophe Cogan         | Dark Dog Honda BKM    | Honda CBR 600RR | 21   | +23.175   | 20º     | 3     |
| 14º  | 71 | Werner Daemen            | Van Zon Honda T.K.R.  | Honda CBR 600RR | 21   | +23.579   | 16º     | 2     |
| 15º  | 16 | Simone Sanna             | Yamaha Belgarda       | Yamaha YZF R6   | 21   | +24.666   | 13º     | 1     |
| 16º  | 69 | Gianluca Nannelli        | Lorenzini by Leoni    | Yamaha YZF R6   | 21   | +33.429   | 15º     |       |
| 17º  | 42 | Shannon Johnson          | Castrol Honda Racing  | Honda CBR 600RR | 21   | +36.988   | 22º     |       |
| 18º  | 77 | Thierry van den Bosch    | Yamaha France - Ipone | Yamaha YZF R6   | 21   | +54.749   | 17º     |       |
| 19º  | 20 | Kai Børre Andersen       | Saveko Racing         | Kawasaki ZX6RR  | 21   | +54.762   | 23º     |       |
| 20º  | 34 | Didier Van Keymeulen     | Saveko Racing         | Kawasaki ZX6RR  | 21   | +55.072   | 24º     |       |
| 21º  | 21 | Matthieu Lagrive         | Yamaha France - Ipone | Yamaha YZF R6   | 21   | +1'06.161 | 21º     |       |
| 22º  | 22 | Stefano Cruciani         | Kawasaki Bertocchi    | Kawasaki ZX6RR  | 19   | +2 giri   | 25º     |       |

#### Ritirati
| Nº | Pilota             | Squadra              | Motocicletta    | Giri | Griglia |
| -- | ------------------ | -------------------- | --------------- | ---- | ------- |
| 9  | Iain MacPherson    | Van Zon Honda T.K.R. | Honda CBR 600RR | 16   | 11º     |
| 24 | Gianluigi Scalvini | Klaffi Honda         | Honda CBR 600RR | 14   | 19º     |
| 23 | Broc Parkes        | Dark Dog Honda BKM   | Honda CBR 600RR | 5    | 7º      |